# The Outside
The Outside è un singolo del duo musicale statunitense Twenty One Pilots, pubblicato il 23 novembre 2021 come quarto estratto dal sesto album in studio Scaled and Icy.

## Descrizione
Il duo ha eseguito il brano dal vivo durante il Takeover Tour del 2021, la prima delle due tournée atte a promuovere il loro sesto album in studio Scaled and Icy. In particolare, la loro esibizione del 21 novembre 2021 al Corona Capital Festival a Città del Messico è stata registrata e pubblicata sul canale YouTube del duo, il quale ha comunicato tramite i propri account social l'intenzione di registrare un video ufficiale per il singolo "dopo le feste". Il 23 novembre il brano è stato inviato alle radio alternative degli Stati Uniti come quarto singolo estratto dall'album.

## Video musicale
Il video ufficiale del brano è stato pubblicato il 18 marzo 2022 su YouTube ed è stato diretto da Andrew Donoho. Il video vede il ritorno di Ned, una creatura già apparsa nel video ufficiale del singolo del 2019 Chlorine, quinto estratto dal quinto album in studio della band, Trench; oltre a ciò, il video è una continuazione della narrazione concettuale iniziata con l'album del 2015 Blurryface e proseguita con il successivo Trench, che vede la contrapposizione tra i "bandito" e i "vescovi" della città fittizia e distopica di Dema, rappresentazione allegorica della battaglia contro la depressione e il suicidio.

## Classifiche
| Classifica (2021)                 | Posizione massima |
| --------------------------------- | ----------------- |
| Canada (rock)                     | 34                |
| Nuova Zelanda                     | 18                |
| Stati Uniti (alternative airplay) | 1                 |
| Stati Uniti (rock & alternative)  | 28                |